# Palazzo della Banca d'Italia (Potenza)
Il Palazzo della Banca d'Italia è un edificio storico di Potenza situato nel centro della città, in Via Pretoria nei pressi di piazza Matteotti.

## Storia
L'istituzione della filiale locale della Banca d'Italia a Potenza risale al 23 luglio 1865, dopo che il 25 settembre dell'anno precedente il Consiglio Provinciale di Basilicata aveva approvato la creazione di un "Banco succursale nel capoluogo"; la motivazione va ricercata nel fatto che negli anni immediatamente successivi all'Unità d'Italia nacque l'esigenza della Banca Nazionale di estendere la sua presenza alle province meridionali del Regno, per potersi veder assegnato il servizio di Tesoreria provinciale dello Stato su tutto il territorio nazionale.
Il Palazzo attuale fu però realizzato solo nella seconda metà degli anni trenta del Novecento, e per costruirlo venne abbattuto il preesistente Palazzo Viggiani, appartenente all'omonima famiglia che lo vendette alla Banca d'Italia.

## Architettura
Il Palazzo è il primo importante edificio d'epoca fascista costruito a Potenza, tuttavia è l'unico ad essere stato realizzato in stile eclettico, invece che in stile moderno come era consono per l'architettura del regime. Situato in posizione mediana rispetto al centro cittadino, si affaccia su Via Pretoria, sulla quale si apre l'ingresso monumentale, e presenta due ingressi aggiuntivi, uno sul retro in Via XX Settembre e l'altro sul lato in Vico Emanuele Viggiani. 
L'edificio è a pianta quadrata e si sviluppa intorno ad un atrio centrale coperto da lucernario; presenta quattro piani sopraelevati, oltre ad uno seminterrato.
I progettisti, pur impiegando materiali quali il vetrocemento per la realizzazione dell'atrio ed impostando la facciata e la pianta seguendo uno schema rigoroso, per l'esterno del Palazzo utilizzano dettagli stilistici di ispirazione rinascimentale quali i balconi su mensoloni, il bugnato inciso nel basamento, le arcate dei loggiati presenti all'ultimo piano che interrompono il cornicione aggettante.
Il prospetto dell'edificio su Via XX Settembre suscita particolare interesse per la presenza, nel bugnato basamentale, di un portale marmoreo con colonne doriche e, in corrispondenza dell’archivio sul piano ammezzato, di una vetrata scandita da una serie di pilastri sui quali continua il rivestimento a bugne della parte inferiore. I particolari decorativi in pietra scura, così come il bugnato, fanno risaltare il colore chiaro dell'intonaco utilizzato per il resto dell'edificio. In definitiva il Palazzo Bancario, inserito in un contesto urbano già densamente popolato come elemento di contrasto rispetto agli edifici circostanti, rappresenta un esempio di mediazione tra lo stile eclettico proprio del periodo di costruzione e quello del razionalismo, che dominò la scena architettonica degli anni trenta in Italia.